# Казинский сельсовет (Шпаковский район)
Казинский сельсовет — упразднённое сельское поселение в Шпаковском районе Ставропольского края России.
Административный центр — село Казинка.

## Символика
Герб и флаг Казинского сельсовета утверждены 22 июля 2000 года.

## История
Статус и границы сельского поселения установлены Законом Ставропольского края от 4 октября 2004 г. № 88-КЗ «О наделении муниципальных образований Ставропольского края статусом городского, сельского поселения, городского округа, муниципального района».
С 16 марта 2020 года, в соответствии с Законом Ставропольского края от 31 января 2020 г. № 16-кз, все муниципальные образования Шпаковского муниципального района были преобразованы путём их объединения в единое муниципальное образование Шпаковский муниципальный округ.

## Население
| 1989  | 2002  | 2010  | 2011  | 2012  | 2013  | 2014  |
| ----- | ----- | ----- | ----- | ----- | ----- | ----- |
| 2178  | ↗2517 | ↘2457 | ↗2459 | ↘2447 | ↗2459 | ↘2446 |
| 2015  | 2016  | 2017  | 2018  | 2019  | 2020  |       |
| ↗2447 | ↘2444 | ↗2460 | ↘2459 | ↘2444 | ↘2402 |       |

### Национальный состав
По итогам переписи населения 2010 года проживали следующие национальности (национальности менее 1 %, см. в сноске к строке "Другие"):
| Национальность | Численность | Процент |
| -------------- | ----------- | ------- |
| Русские        | 2180        | 88,73   |
| Цыгане         | 71          | 2,89    |
| Армяне         | 51          | 2,08    |
| Другие         | 155         | 6,31    |
| Итого          | 2457        | 100,00  |

## Состав сельского поселения
| № | Населённый пункт | Тип населённого пункта       | Население |
| - | ---------------- | ---------------------------- | --------- |
| 1 | Богатый          | хутор                        | ↗12       |
| 2 | Казинка          | село, административный центр | ↘2089     |
| 3 | Петропавловка    | село                         | ↗300      |